# Geep

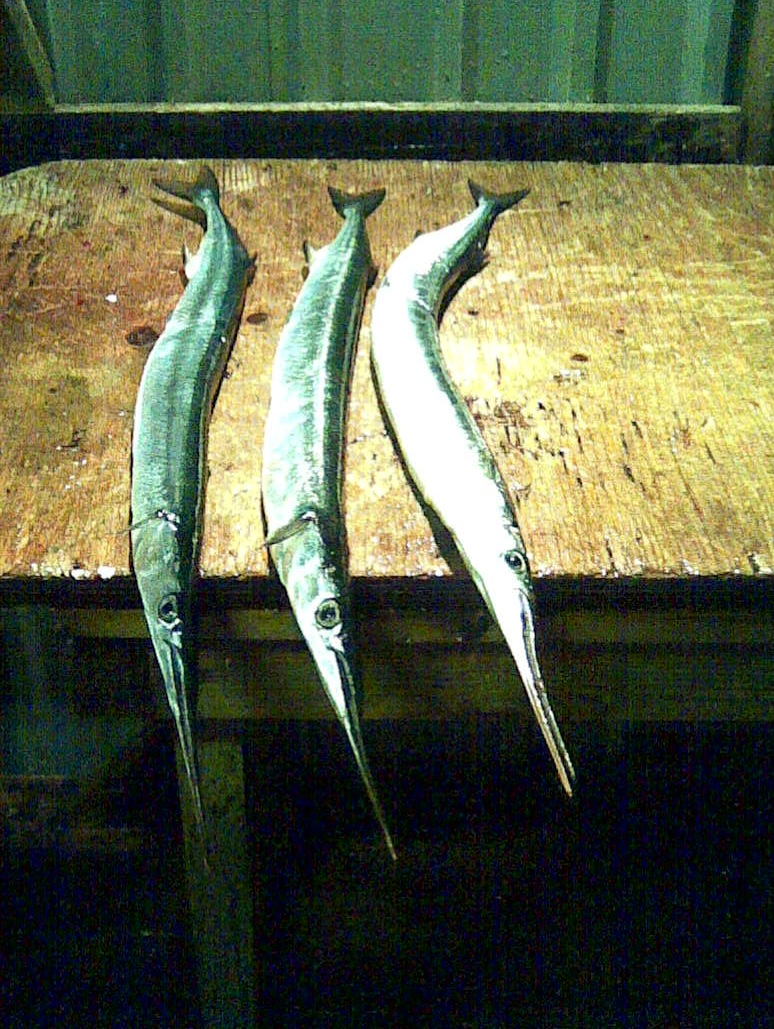
Gepen

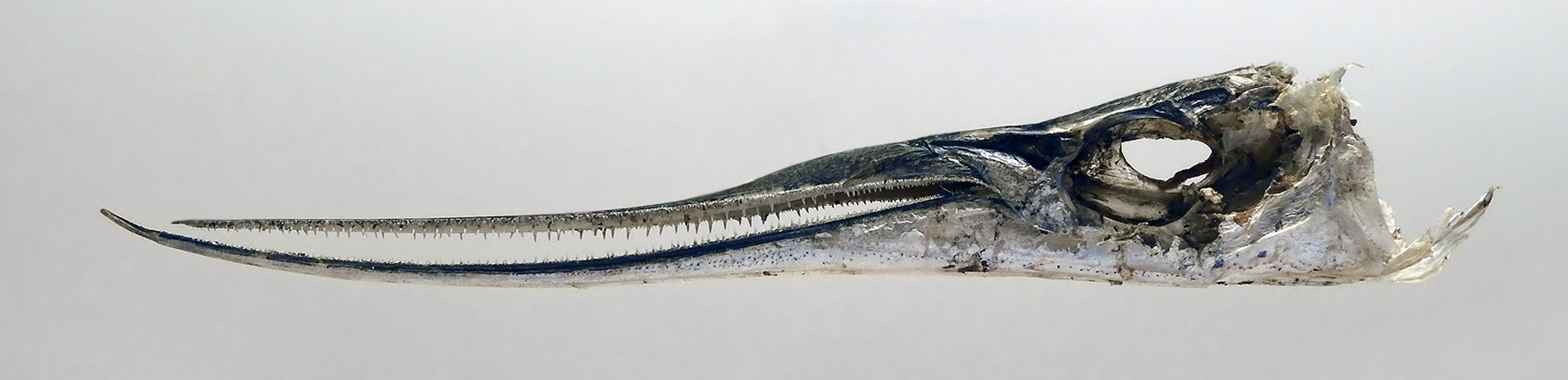

De geep (Belone belone), in de volksmond ook wel groengraat genoemd, is een straalvinnige vis uit de familie Belonidae. De geep wordt gemiddeld ongeveer 45 cm lang. Het dier heeft opvallend lange kaken en de rugvin bevindt zich dicht bij de staart. Het lichaam is lang en slank. Een ander opvallend kenmerk is de blauwgroene kleur van de graten. Vissoorten zoals geep – die vooral in het voorjaar gevangen worden – worden ook wel meivis genoemd.

## Leefwijze
De geep is een trekkende zeevis die voorkomt in de Noordzee, het oosten van de Atlantische Oceaan en de Middellandse Zee. Het is een oppervlaktejager; hij jaagt in de bovenste waterlaag op kleine vissoorten zoals jonge haring en kabeljauwachtigen.
De vis kan circa 90 cm lang en 1,3 kg zwaar worden en is gemiddeld 45 cm lang.
Gepen leven 's winters in scholen in open water, ten westen van Groot-Brittannië en trekken in maart-april de Noordzee in waar ze in ondiep water paaien in de maanden mei en juni. De eitjes worden met een soort draden aan planten bevestigd.

## Relatie tot de mens
Deze vis wordt in grote hoeveelheden door de beroepsvisserij gevangen, vooral door Deense en Duitse vissers. Verder is deze vis populair bij zeesportvissers. Het Nederlands hengelrecord is 84 cm.
'Gepekop' (of 'Gepenkop') is een door Gerard Reve gesignaleerd scheldwoord dat zijn plaats in het vocabulaire van de Revianen heeft ingenomen.
Gepen wordt ook wel door studenten in Groningen gebruikt als scheldwoord.